# Бумажный тигр (предстоящий фильм)
«Бумажный тигр» (англ. Paper Tiger) — предстоящий американский художественный фильм Джеймса Грэя в жанре криминальной драмы. Главные роли исполнят Адам Драйвер, Скарлетт Йоханссон и Майлз Теллер.

## Сюжет
Два брата пытаются достичь «американской мечты», но когда их семьям угрожает русская мафия, они сталкиваются с жестокой реальностью, полной насилия и коррупции.

## В ролях
- Адам Драйвер
- Скарлетт Йоханссон — Эстер Графф
- Майлз Теллер — Ирвинг Графф

## Производство
В октябре 2022 года Джеймс Грэй заявил, что собирается создать сиквел фильма «Время Армагеддона» с акцентом на персонаже Эстер Графф. Позднее он пояснил, что действие фильма будет происходить спустя 5 или 10 лет после событий «Времени Армагеддона» и отразит опыт его семьи. В ноябре того же года стало известно название фильма — «Бумажный тигр», были объявлен основной актёрский состав, включая Адама Драйвера, Энн Хэтэуэй и Джереми Стронга (два последних сыграли в фильме «Время Армагеддона»). К маю 2025 года стало известно, что Хэтуэй и Стронг в фильме не снимутся, их заменили Скарлетт Йоханссон и Майлз Теллер.
Съёмки начались в начале июня 2025 года в Денвилле (округ Моррис, штат Нью-Джерси).